# Villa Pflaumer

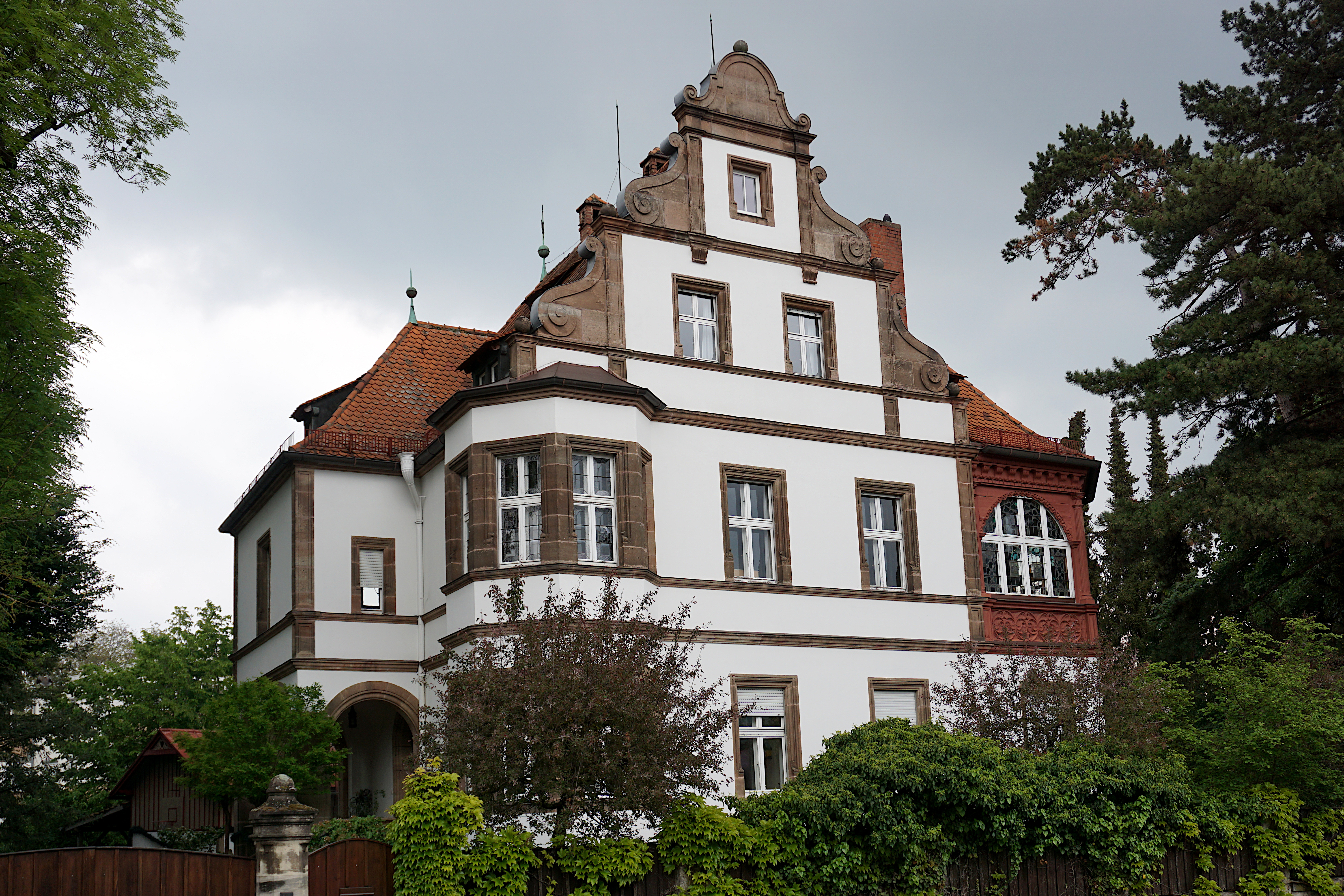
Die Villa im Mai 2020

Das Gebäude Villa Pflaumer ist eine Villa und ein Wohngebäude in Weißenburg in Bayern, einer Großen Kreisstadt im mittelfränkischen Landkreis Weißenburg-Gunzenhausen. Das Gebäude ist unter der Denkmalnummer D-5-77-177-126 als Baudenkmal in die Bayerische Denkmalliste eingetragen. Die postalische Adresse lautet Eichstätter Straße 9.
Das Gebäude befindet sich auf einer Höhe von 431 Metern über NHN östlich der denkmalgeschützten Altstadt Weißenburgs. In der Nachbarschaft befinden sich die Stichvilla, die Villa Eichstätter Straße 10 und die Villa Eichstätter Straße 17.
Das Gebäude wurde 1900 von Hans Pyllip errichtet. Das Bauwerk entstand, wie zahlreiche andere Villen im Weißenburger Stadtgebiet, als im Zuge der Industrialisierung reichere Familien am Rande der Altstadt Villen errichteten. Der zweigeschossige Walmdachbau besitzt einen Vorbau und Erkerausbauten mit Ziergiebeln sowie Gliederungen in Naturstein in historistischen Formen.